# マリンスノウ
「マリンスノウ」は、スキマスイッチが2007年7月11日に発売した通算10枚目のシングル。初回生産限定盤・通常盤の2種同時発売で、初回盤にはDVDが付属。

## 収録曲
全作詞・作曲：スキマスイッチ
1. マリンスノウ [5:23]
  - 明治製菓「アーモンドチョコ｣TV-CMソング[2]
  - 長崎国際テレビ『AIR』オープニングテーマ[3]
  - アルバムへの初収録がベストアルバム『グレイテスト・ヒッツ』となったため、オリジナルアルバムには収録されていない。
2. 回想目盛 [2:55]
  - オロナミンC Presents「キモチスイッチ」プロジェクト応援ソング[1]。
3. ノウムの調べ <instrumental> [2:48]
4. マリンスノウ <backing track> [5:22]

## 初回特典DVD
1. 「マリンスノウ」ビデオクリップ
2. スキマスイッチのタコトラベル2007

## 7inchアナログ盤
- 2007年にリリースした10thシングル「マリンスノウ」のアナログ盤。
- 自身が立ち上げたアナログ専門レーベル「KU-KAN RECORDS」からの第二弾リリース作品[4]。
- 完全限定盤。
- 33回転仕様。
- 「Ah Yeah!!/夏のコスモナウト」、「星のうつわ/快楽のソファー(仮)2014 ver.」との同時リリース。
- 2020年2月～9月にリリースされた全25タイトルの「特典引換券」を集めて送ることで7インチ収納BOXがプレゼントされる。

### 収録曲
全作詞・作曲：スキマスイッチ

#### SIDE A
1. マリンスノウ

#### SIDE B
1. 回想目盛

## ライブ映像作品
| 曲名         | 発売年 | 作品名                                                                     |
| ------------ | ------ | -------------------------------------------------------------------------- |
| マリンスノウ | 2008年 | スキマスイッチ ARENA TOUR'07 "W-ARENA"THE MOVIE                            |
| マリンスノウ | 2009年 | SUKIMASWITCH TOUR'09 "DOUBLES" LIVE DVD                                    |
| マリンスノウ | 2010年 | スキマスイッチ TOUR 2010 "LAGRANGIAN POINT"THE MOVIE                       |
| マリンスノウ | 2014年 | スキマスイッチ 10th Anniversary Arena Tour 2013 “POPMAN'S WORLD”THE MOVIE  |
| マリンスノウ | 2015年 | sukimaswitch official fan club DELUXE FAN CLUB EVENT TOUR 「V.I.P. Vol.2」 |
| マリンスノウ | 2015年 | sukimaswitch official fan club DELUXE FAN CLUB EVENT TOUR 「V.I.P. Vol.3」 |
| マリンスノウ | 2021年 | スキマスイッチ TOUR 2020-2021 Smoothie THE MOVIE                           |
| マリンスノウ | 2023年 | DELUXE FAN CLUB EVENT TOUR V.I.P. Vol.4                                    |
| 回想目盛     | 2015年 | sukimaswitch official fan club DELUXE FAN CLUB EVENT TOUR 「V.I.P. Vol.2」 |
| 回想目盛     | 2023年 | DELUXE FAN CLUB EVENT TOUR V.I.P. Vol.4<                                   |
| ノウムの調べ | -      | -                                                                          |

## 収録アルバム
| 曲名         | 発売年 | 作品名                                                           | 分類       |
| ------------ | ------ | ---------------------------------------------------------------- | ---------- |
| マリンスノウ | 2007年 | グレイテスト・ヒッツ                                             | ベスト     |
| マリンスノウ | 2008年 | スキマスイッチ ARENA TOUR'07 "W-ARENA"                           | ライブ     |
| マリンスノウ | 2013年 | POPMAN'S WORLD〜All Time Best 2003-2013〜                        | ベスト     |
| マリンスノウ | 2014年 | スキマスイッチ 10th Anniversary Arena Tour 2013 “POPMAN'S WORLD” | ライブ     |
| マリンスノウ | 2017年 | re:Action                                                        | コンセプト |
| マリンスノウ | 2021年 | スキマスイッチ TOUR 2020-2021 Smoothie                           | ライブ     |
| 回想目盛     | 2016年 | POPMAN'S ANOTHER WORLD                                           | ベスト     |
| ノウムの調べ | 2016年 | POPMAN'S ANOTHER WORLD                                           | ベスト     |